# Vito Kapo
Vito Kapo   (Districte de Gjirokastër, 11 de setembre de 1922 - Tirana, 29 de febrer de 2020) (nascuda Vito Kondi), va ser una política albanesa que va ser ministra de la indústria lleugera i alimentària. Era l'esposa d'un membre del Politburó del Partit del Treball d'Albània (Partia e Punës i Shqipërisë, o PPSh), Hysni Kapo, i germana d'un heroi de la resistència albanesa durant la Segona Guerra Mundial, Alqi Kondi.

## Biografia
Vito Kondi va participar durant la Segona Guerra Mundial en la resistència antifeixista contra els italians i els alemanys, i en el moviment independentista comunista.
Es va casar el 1945 amb Hysni Kapo (company d'armes d'Enver Hoxha) que després es va convertir, fins a la seva mort el 1979, en secretari del Comitè Central (CC) del PPSh, el tercer polític per ordre d'importància a Albània, sota el règim de la República Popular Socialista d'Albània, després del primer secretari del Comitè Central Enver Hoxha i del primer ministre Mehmet Shehu.
Durant aquest període de la dictadura d'Enver Hoxha a Albània, va estar junt amb Nexhmije Hoxha i Fiqret Shehu, les respectives dones de Hoxha i Shehu, les dones més influents del país.
El 1950, Vito Kapo seu junt amb els representants de l'Assemblea Popular d'Albània (Kuvendi Popullor), fins al 1991. El 1955 succeeix a Nexhmije Hoxha, esposa d'Enver Hoxha, com a presidenta de l'Associació de Dones del PPSh fins al 1982. També és membre del Presidium de l'Assemblea Popular, presidit per Haxhi Lleshi.
El 23 de novembre de 1982 va ser nomenada ministra de la indústria lleugera i alimentària al govern del primer ministre Adil Carcani. Poc després de la mort de Mehmet Shehu (oficialment un suïcidi, però se sospita que va ser un assassinat), Enver Hoxha deixa de banda els últims fidels del clan de Mehmet Shehu, i porta al govern personalitats i figures històriques més joves, com Vito Kapo, de la lluita antifeixista i del Partit del Treball. Les diferències entre el líder del partit Enver Hoxha i el cap del govern Mehmet Shehu relacionades amb la qüestió de l'obertura econòmica del país cap a l'Europa occidental (desitjada per Mehmet Shehu) va qüestionar la política aïllacionista d'Enver Hoxha. Ella va romandre en aquest càrrec de ministra fins al 9 de juliol de 1990.